# Music from Another Dimension
Music from Another Dimension je patnácté studiové album americké rockové skupiny Aerosmith, které vyšlo 6. listopadu 2012. Album vyšlo pod značkou Columbia Records. Jde o první studiové album složené z vlastního materiálu od roku 2001, kdy vyšlo album Just Push Play (album Honkin' on Bobo obsahuje coververze).

## Seznam skladeb
| Pořadí | Název                                  | Délka |
| ------ | -------------------------------------- | ----- |
| 1.     | What Could Have Been Love              |       |
| 2.     | Beautiful                              |       |
| 3.     | Street Jesus                           |       |
| 4.     | Legendary Child                        |       |
| 5.     | Oh Yeah                                |       |
| 6.     | We All Fall Down                       |       |
| 7.     | Another Last Goodbye                   |       |
| 8.     | Out Go the Lights                      |       |
| 9.     | Love Three Times a Day (Hello Goodbye) |       |
| 10.    | Closer                                 |       |
| 11.    | Shakey Ground                          |       |
| 12.    | Lover a Lot                            |       |
| 13.    | Freedom Fighter                        |       |
| 14.    | Up on the Mountain                     |       |

## Obsazení
- Steven Tyler – zpěv, harmonika, klavír, doprovodný zpěv
- Tom Hamilton – baskytara, akustická kytara, doprovodný zpěv
- Joey Kramer – bicí, doprovodný zpěv
- Joe Perry – sólová kytara, doprovodný zpěv
- Brad Whitford – rytmická kytara